# Ion-motor
En ion-motor er en motor til rumfart som accelererer ioner ud af motoren via et elektrostatisk felt. Ionerne kan f.eks. være ioner af grundstoffet xenon. Dette kan i dag gøres mere effektivt (per gram) end med traditionelle brændstof-raketmotorer. I 2006 var ionmotorer mere end 10 gange så effektive som raketmotorer per gram udsendt stof.